# Iris Hennecke
Iris Hennecke (* 20. Januar 1969) ist eine ehemalige deutsche Fußballspielerin. 

## Karriere
Iris Hennecke, die hauptberuflich als Industriekauffrau tätig war und bis 1982 für den BV 08 Lüttringhausen spielte, gehörte dem TSV Siegen als Abwehrspielerin an, mit dem sie je einmal das Finale um den DFB-Pokal und um die Deutsche Meisterschaft erreichte. Am 20. Juni 1987 gewann sie mit ihrer Mannschaft im Berliner Olympiastadion – als Vorspiel zum Männerfinale – mit 5:2 gegen den STV Lövenich zunächst den Vereinspokal, wobei sie mit dem Treffer zum 3:1 per Foulelfmeter in der 50. Minute ein Tor erzielte, dann, am 24. Juni 1990 im Siegener Leimbachstadion mit 3:0 gegen die SSG 09 Bergisch Gladbach, die Meisterschaft. Hennecke spielte auch in der 1990 gegründeten Bundesliga noch für Siegen.

## Erfolge
- Deutscher Meister 1990
- DFB-Pokal-Sieger 1987